# Sophronia ascalis
Sophronia ascalis is een vlinder uit de familie tastermotten (Gelechiidae). De wetenschappelijke naam is voor het eerst geldig gepubliceerd in 1951 door Gozmany.
De soort komt voor in Europa.